# MOBIB
MOBIB, ook geschreven als MoBIB, is een kaart met NFC-tag en een ISO 7816-contactinterface, die als drager van vervoerbewijzen (losse ritten, meerrittenkaarten en abonnementen, bij elkaar maximaal 8, waarbij een meerrittenkaart voor 1 telt) wordt gebruikt door openbaarvervoermaatschappijen in België. De MOBIB-kaart wordt gebruikt door de Brusselse MIVB (sinds 2008), de NMBS (deels, sinds 2013), De Lijn (deels, sinds 2015) en de TEC (sinds 2015). Deze vervoerders geven elk een kaart uit, die er verschillend uitzien, maar elke kaart kan bij alle vier gebruikt worden. De vervoerbewijzen zijn vaak wel specifiek voor een bepaalde vervoerder; de abonnementen Brupass en Brupass XL gelden wel bij meerdere vervoerders.
Ook abonnementen voor deelfietsen zoals het Brusselse Villo! en Blue-bike en autodelen met Cambio of voor stations-parkings kunnen op de kaart opgeladen worden.
Er kan, anders dan bij de Nederlandse OV-chipkaart, geen geldsaldo op de kaart geladen worden. Voor alle reizen met de MoBIB-kaart moet er een eerder aangekocht, voor die reis geldig, vervoerbewijs op de kaart staan.
De kaart kan op enkele centimeters afstand van de lezer worden gehouden. Het maakt gebruik van de Calypso-standaard net zoals de Franse Passe Navigo.
Met een smartphone met NFC en de MoBIB-app kan de inhoud van de kaart gelezen worden. Het kan ook via de info-knop op de valideertoestellen, aan de verkoopautomaten en aan de loketten.

## MOBIB Basic
Naast de volwaardige persoonsgebonden MOBIB-kaart bestaat er bij de MIVB en TEC ook de anonieme 'MOBIB Basic'-kaart waar geen abonnementen of vervoerbewijzen met kortingstarief op geladen kunnen worden. De anonieme MOBIB-kaart wordt niet ondersteund door de NMBS en De Lijn.

## Producten
Met de meeste producten kan ook op een andere manier gereisd worden dan met plaatsing op een MoBIB-kaart, bijvoorbeeld bij een papieren versie, of plaatsing op een smartphone. Sommige producten van de NMBS en De Lijn kunnen niet op de kaart worden geladen; dit geldt voor de Local Multi, Youth Multi, Standard Multi … en de persoonlijke abonnementsformules "halftijdse treinkaart" en "Campus-kaart". Bij de MIVB kunnen alle producten (bijvoorbeeld ook tienrittenkaarten) wél op een persoonsgebonden of anonieme kaart geladen worden. Voor meerdere personen ontwaardt men de kaart dan verschillende malen na elkaar.

## Gebruik
Telkens moet bij het instappen in een bus of tram en bij het betreden van een metrostation, de MoBIB-kaart voor het valideertoestel worden gehouden (in de Nederlandse terminologie: met de kaart worden ingecheckt). Er wordt dan, afhankelijk van het geval, een nieuwe rit op de kaart in gebruik genomen of gereisd op een abonnement of een nog geldige rit (een rit is na een overstap vaak nog geldig als er nog geen uur om is sinds de eerste validatie). In de metro moet soms ook gevalideerd worden bij het verlaten van het station. Bij de NMBS moet alleen gevalideerd worden bij de Brupassen; dit moet dan bij een verkoopautomaat.